# Івно (Великопольське воєводство)
Івно (пол. Iwno, нім. Weidensee) — село в Польщі, у гміні Костшин Познанського повіту Великопольського воєводства. Населення — 771 особа (2011).
У 1975—1998 роках село належало до Познанського воєводства.

## Демографія
Демографічна структура станом на 31 березня 2011 року:
|          | Загалом | Допрацездатний вік | Працездатний вік | Постпрацездатний вік |
| -------- | ------- | ------------------ | ---------------- | -------------------- |
| Чоловіки | 372     | 72                 | 261              | 39                   |
| Жінки    | 399     | 76                 | 232              | 91                   |
| Разом    | 771     | 148                | 493              | 130                  |